# 白城下盾螨
白城下盾螨（学名：Hypoaspis baichengensis），一种发现于中华人民共和国吉林省白城市的节肢动物，隶属于厉螨科下盾螨属。

## 形态特征
正模标本为雌螨，椭圆形，黄色，长517微米宽310微米。背板毛细短。气门沟前端不清。螯钳动趾长46微米，具2齿，定趾3齿，钳齿毛细小，紧靠中齿。头盖不清。颚毛均针状。